# 2023年12月29日導彈襲擊烏克蘭
2023年12月29日，烏克蘭遭受了俄罗斯大規模的導彈襲擊，規模為自俄羅斯入侵烏克蘭以來最大者。烏克蘭空軍表示，俄軍共發射36架無人機及122枚導彈，包括90枚Kh-101/Kh-55導彈、8枚Kh-22/Kh-32導彈、14枚S-300/S-400/伊斯坎德爾導彈、5枚「匕首」導彈、4枚反雷達導彈和1枚Kh-59導彈。據烏克蘭空軍統計，防空部隊成功擊落27架無人機及87枚Kh-101導彈。

## 背景
12月25日，烏克蘭空軍對位於俄佔克里米亞費奧多西亞的俄軍基地發動襲擊，摧毀俄軍大型登陸艦新切爾卡斯克號。

## 受襲情況
基輔、利沃夫、第聶伯羅、哈爾科夫、敖德薩及扎波羅熱等多州均受到此次襲擊影響。
內政部長伊霍爾·克利門科表示，此次空襲已造成至少58人死亡、160人受傷。

### 基輔
基輔市軍事管理局表示，在基輔防空部隊擊落30個空中目標，但空襲仍至少造成33名平民死亡，35名平民受傷。

### 扎波羅熱州
扎波羅熱州州長表示，扎波羅熱州多個工業設施成為目標，至少造成9名平民死亡，13名平民受傷。

### 利沃夫州
利沃夫州州長表示，利沃夫州13棟住宅樓和2所學校遭到襲擊，至少造成1名平民死亡，30名平民受傷。

### 第聶伯羅彼得羅夫斯克州
第聶伯羅彼得羅夫斯克州州長表示，在第聶伯羅彼得羅夫斯克州多個基礎設施和平民區遭到襲擊，至少造成包括1名幼兒的7名平民死亡，30名平民受傷。

### 敖德薩州
敖德薩州州長表示，在敖德薩州防空部隊擊落10架無人機，至少造成2名平民死亡，15名平民受傷，其中包括2名幼兒。

### 哈爾科夫州
哈爾科夫州州長表示，哈爾科夫州遭受20次襲擊，損壞包括醫療設施和倉庫在內的建築，至少造成1名平民死亡，11名平民受傷。

## 武器
| 州份                   | 城市           | 武器                       | 數量                                           | 數量                                           | 數量                                           | 影響（死者/傷者）                               |
| 州份                   | 城市           | 武器                       | 擊中設施                                       | 被擊落                                         | 總數                                           | 影響（死者/傷者）                               |
| ---------------------- | -------------- | -------------------------- | ---------------------------------------------- | ---------------------------------------------- | ---------------------------------------------- | ----------------------------------------------- |
| 敖德薩州               | 敖德薩         | 見證者-136無人機           | 9                                              | 27                                             | 36                                             | 擊中一棟公寓                                    |
| 利沃夫州               | 利沃夫         | 見證者-136無人機           | 9                                              | 27                                             | 36                                             | 擊中兩個基礎設施                                |
| 烏克蘭其他地區         |                | 見證者-136無人機           | 9                                              | 27                                             | 36                                             |                                                 |
| 扎波羅熱州             | 扎波羅熱       | S-300/S-400/伊斯坎德爾導彈 | 14                                             | 0                                              | 14                                             | 擊中工業設施及住宅（7/13）                      |
| 哈爾科夫州             | 哈爾科夫       | S-300/S-400/伊斯坎德爾導彈 | 14                                             | 0                                              | 14                                             | 擊中工業、醫療設施及住宅（3/13）                |
| 利沃夫州               | 利沃夫         | Kh-101/Kh-55導彈           | 21                                             | 87                                             | 108                                            | 擊中教育設施及住宅附近（1/15）                  |
| 基輔                   | 基輔           | Kh-101/Kh-55導彈           | 21                                             | 87                                             | 108                                            | 導彈及導彈碎片擊中住宅（0/7）                   |
| 蘇梅州                 | 科諾托普       | Kh-101/Kh-55導彈           | 21                                             | 87                                             | 108                                            | 服務站及住宅受損（0/2）                         |
| 敖德薩州               | 敖德薩         | Kh-101/Kh-55導彈           | 21                                             | 87                                             | 108                                            | 擊中公寓及其他大樓（2/25）                      |
| 第聶伯羅彼得羅夫斯克州 | 第聶伯羅       | Kh-101/Kh-55導彈           | 21                                             | 87                                             | 108                                            | 擊中商場及婦產醫院（4/10+）                     |
| 哈爾科夫州             | 哈爾科夫       | Kh-22/Kh-32導彈            | 21                                             | 87                                             | 108                                            | 與S300/S400導彈碎片一同擊中一座民用建築（3/13） |
| 烏克蘭                 | 烏克蘭         | Kh-59導彈                  | 21                                             | 87                                             | 108                                            |                                                 |
| 烏克蘭全國總數         | 烏克蘭全國總數 | 烏克蘭全國總數             | 44                                             | 114                                            | 158                                            | （41/160）                                      |
| 聲稱攔截率             | 聲稱攔截率     | 聲稱攔截率                 | 72.2%，81%（不計算S-300/S-400/伊斯坎德爾導彈） | 72.2%，81%（不計算S-300/S-400/伊斯坎德爾導彈） | 72.2%，81%（不計算S-300/S-400/伊斯坎德爾導彈） | 72.2%，81%（不計算S-300/S-400/伊斯坎德爾導彈）  |

## 反應
- 乌克兰總統澤連斯基表示，俄軍如同恐怖主義分子般使用了一切武器襲擊烏克蘭。他向空襲遇難者的家人和朋友表示哀悼，並揚言會反擊。[27]
- 乌克兰空軍發言人尤里·伊納特表示，此次襲擊規模前所未有。[28]
- 波蘭總統因俄軍導彈疑似侵入波蘭領空，召開國家安全委員會緊急會議商討有關問題。[29]
- 波蘭外交部就導彈侵入領空召見俄羅斯駐波蘭代辦安德烈·奧爾達斯。波蘭外交部副部長瓦迪斯瓦夫·特奧菲爾·巴爾托謝夫斯基要求俄方對此次事件做出解釋及即時停止此般行爲。[30]
- 美国總統拜登表示，此次襲擊顯示普京目標依然是徹底消滅烏克蘭人民。他警告，若議會於2024年仍不採取行動，美國將無法軍援烏克蘭。[31]
- 英國國防大臣格蘭·夏普斯表示，俄軍因損失大量徵兵而絕望地空襲，嘗試奪回主動權。他宣佈，英國將向烏克蘭提供數百枚防空導彈，以補充更早時由英國提供的防空系統。[32]
- 联合国秘書長發言人斯特凡·杜加里克表示，秘書長安东尼奥·古特雷斯强烈譴責襲擊。他批評，俄軍針對平民和民用基礎設施的行爲違反國際法，必須立即停止。

## 後續

### 12月30日別爾哥羅德空襲以及後續報復
俄羅斯國防部表示，防空部隊在布良斯克、奧雷爾、庫爾斯克和莫斯科等地區上空擊落32架烏克蘭無人機。
莫斯科指控烏克蘭使用烏克蘭及捷克製造的飛彈對別爾哥羅德發動空襲，導致24人死亡，超過100人受傷。英國媒體引述烏克蘭安全部門消息人士稱，烏克蘭向俄羅斯發射70多架無人機，回應29日的俄軍空襲。布良斯克州長表示，1名兒童在襲擊中喪生。
烏克蘭媒體及英國媒體引述烏克蘭安全部門消息人士稱，俄羅斯防空系統失誤導致碎片落入民用設施，而烏軍並無針對民用設施。俄羅斯國防部揚言會報復，並宣稱俄軍只有攻擊烏克蘭的軍事設施和為軍隊服務的基礎設施。克里姆林宮發言人瑪麗亞·扎哈羅娃對塔斯社表示，英國、美國及向烏克蘭供應武器的歐盟國家煽動烏克蘭發動此次襲擊，並稱其為「恐怖攻擊」負有責任。
12月31日，俄罗斯對基辅和哈尔科夫发动了一系列无人机和导弹袭击。俄羅斯朝哈尔科夫發射了6枚导弹，造成28人受伤，3人死亡，12栋公寓楼、13栋房屋和一座幼儿园受损。俄羅斯方面表示這是對烏克蘭襲擊别尔哥罗德的回应。俄国防部表示，俄军还打击了乌军第59摩步旅、第79空中突击旅和外国雇佣兵的临时驻地，俄军击中了被乌军用来开展侦察活动的乌国家航天局在赫梅利尼茨基州的控制中心，并在哈尔科夫和扎波罗热摧毁了用于为哈尔科夫和奥列霍夫方向乌军集群提供补给的燃料库。

## 圖集

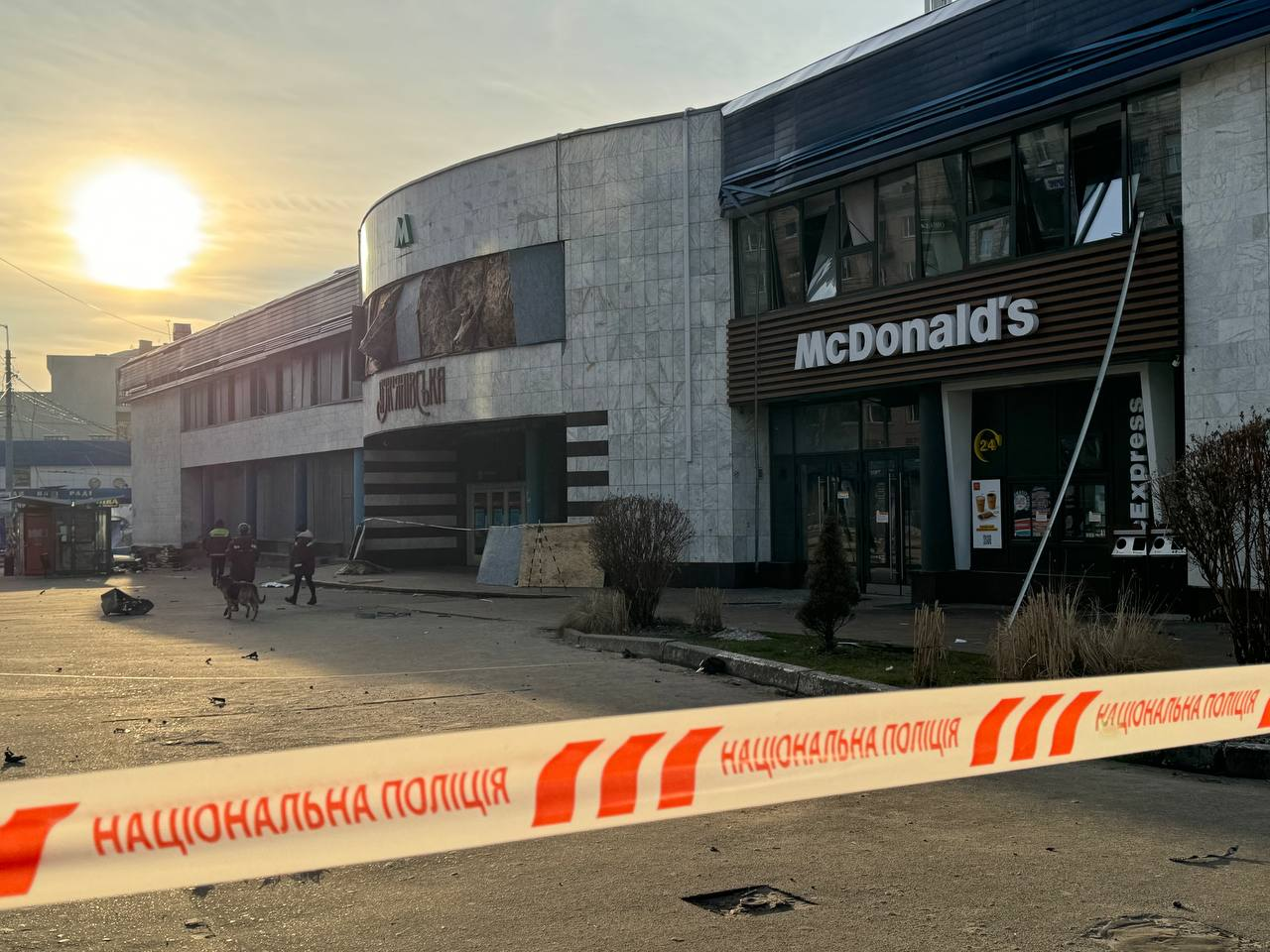
基輔盧基揚尼夫卡站被襲擊
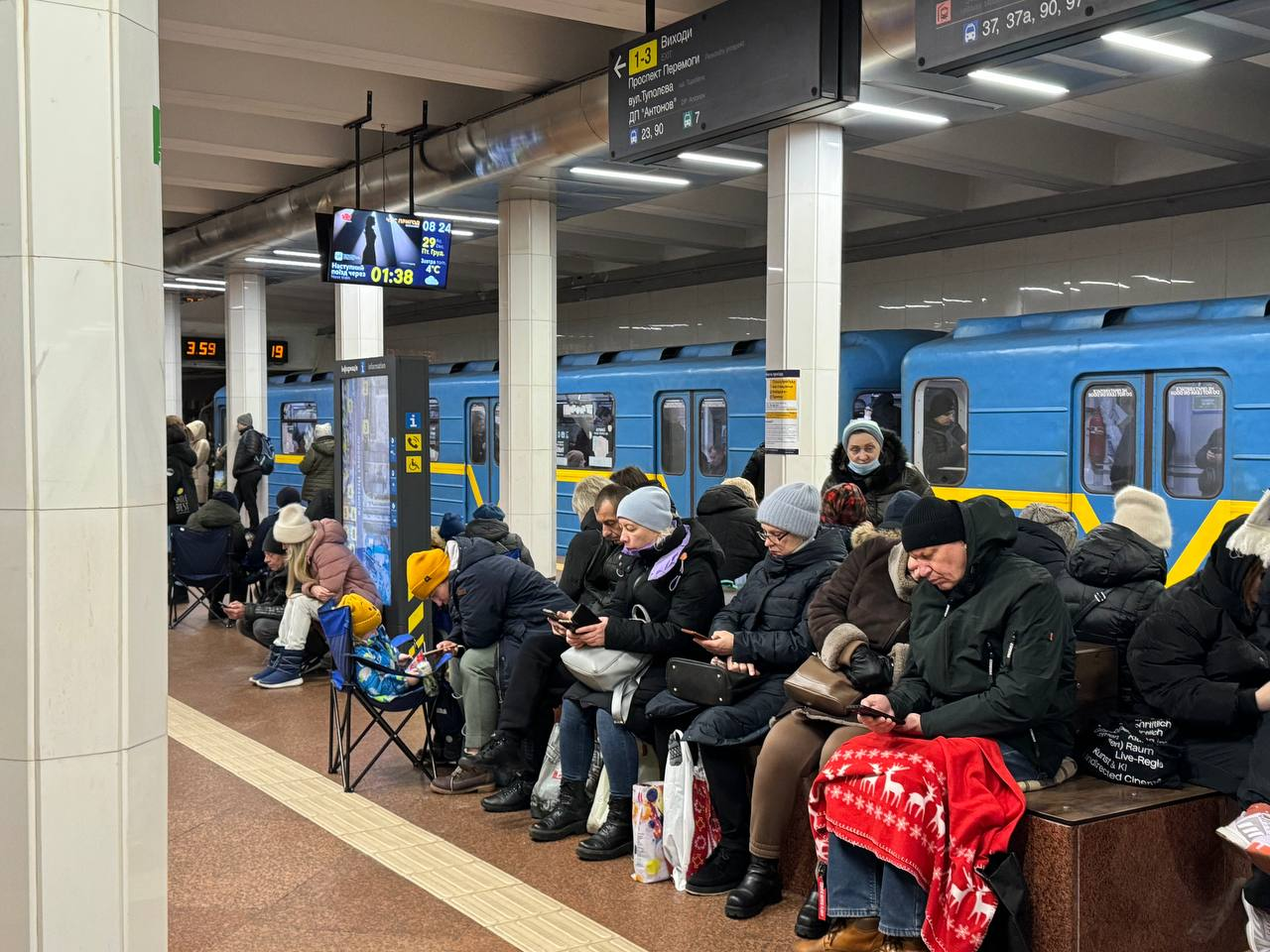
基輔民眾於地鐵站避難
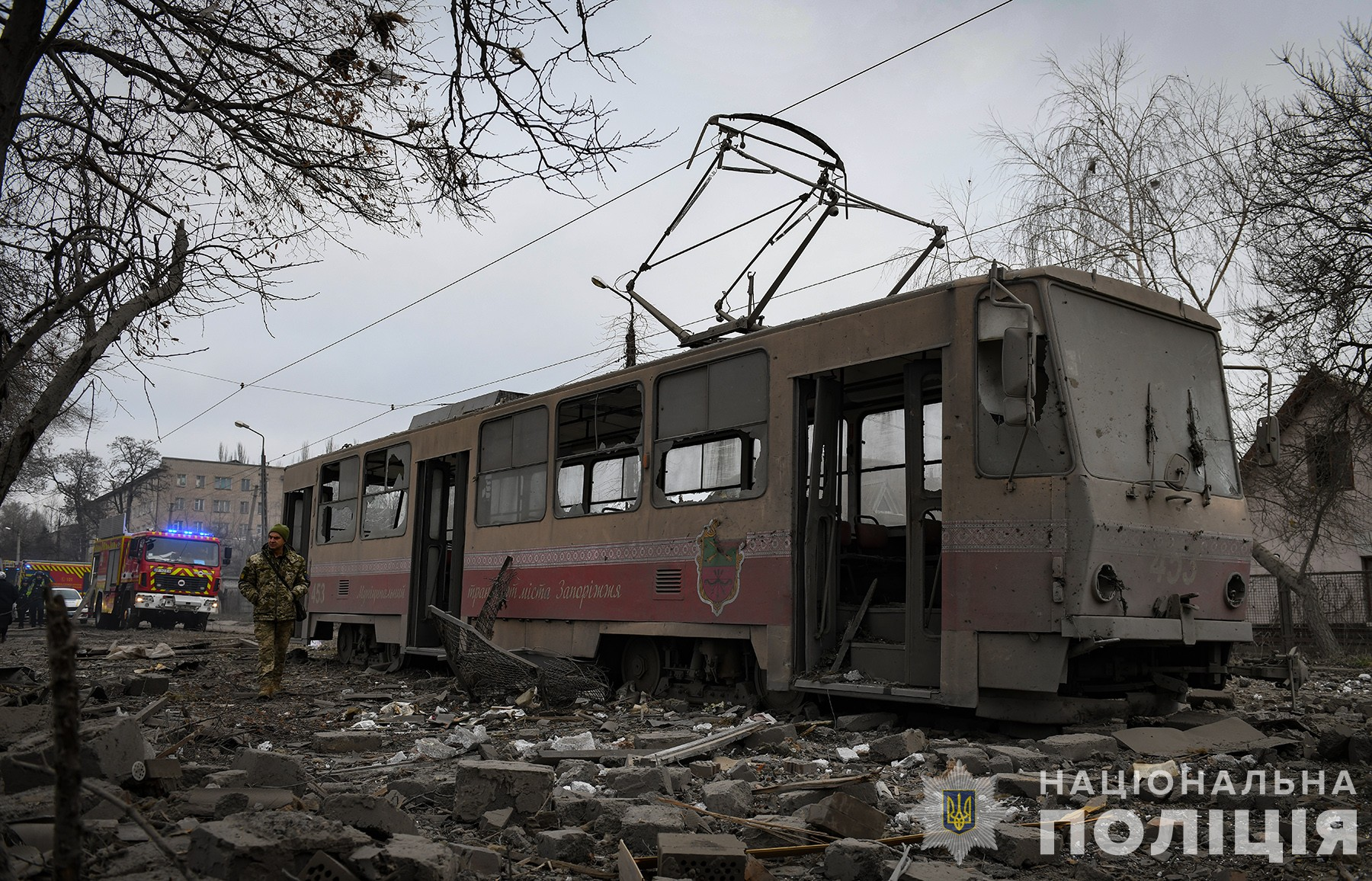
扎波羅熱市況
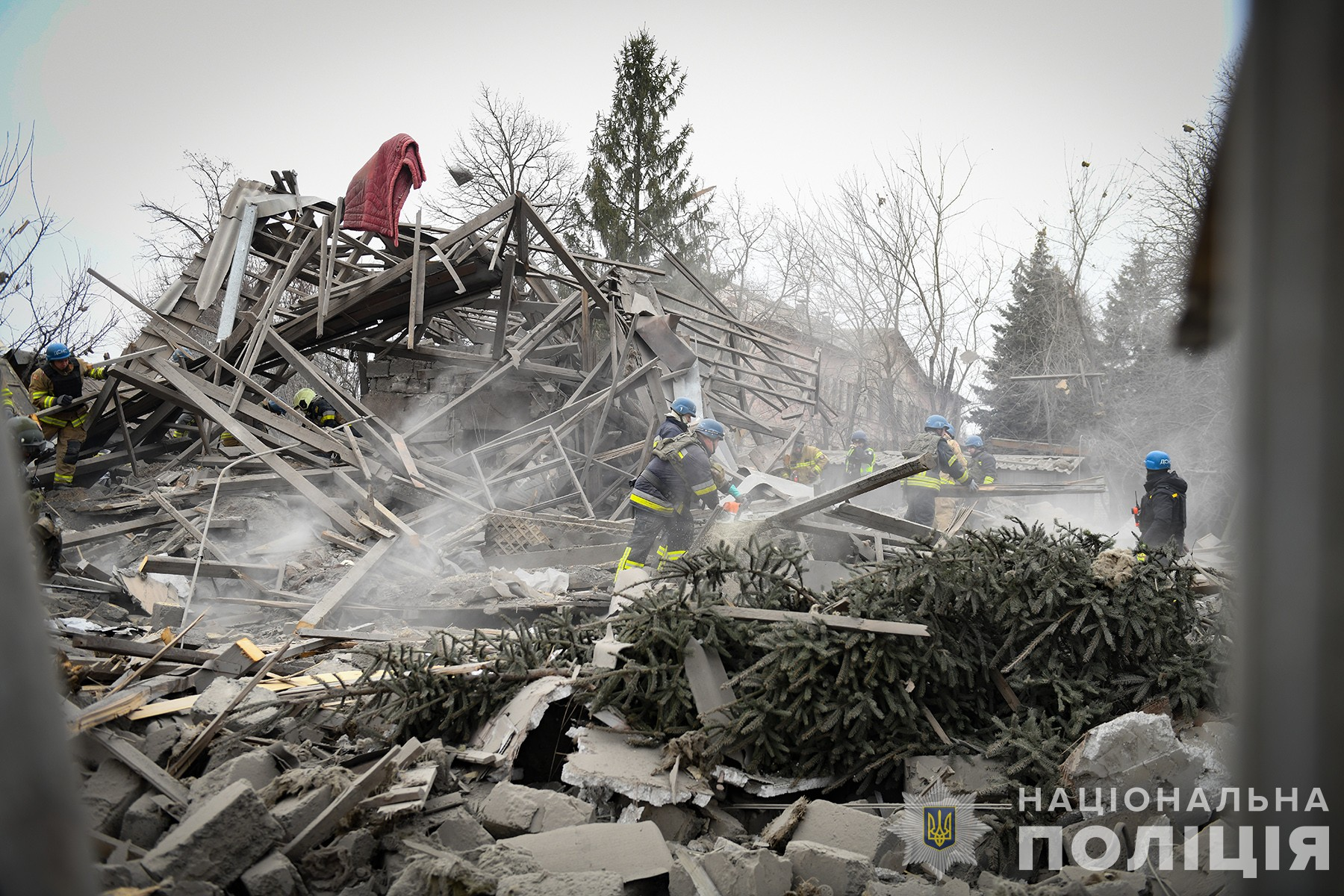
扎波羅熱市警察於倒塌房屋進行救援
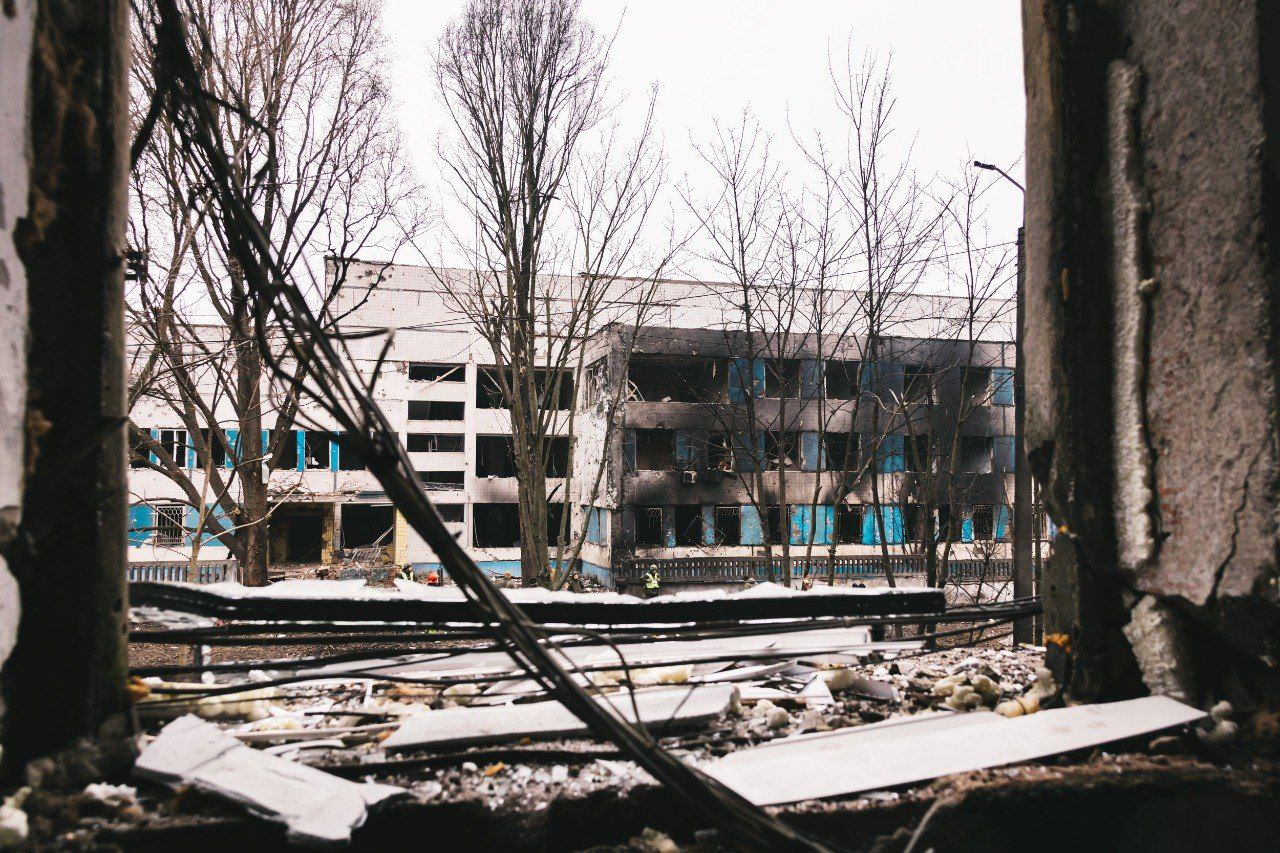
第聶伯羅一個婦產醫院被襲擊

## 另見
- 2022年俄羅斯入侵烏克蘭時對平民的襲擊
- 2022年俄罗斯入侵乌克兰的战争罪行